# Бассано Виртус
«Бассано Виртус» — итальянский футбольный клуб из города Бассано-дель-Граппа, выступающий в Серии С1, третьем по силе дивизионе чемпионата Италии. Основан в 1903 году, под именем «УС Бассано», современное название получил в 1968 году, после слияния с командой «Виртус Бассано». Домашние матчи проводит на арене «Стадио Рино Мерканте», вмещающей 2 952 зрителя. «Виртус» никогда в своей истории не поднимался в Серию А, и в Серию Б, сезон 2010/11 стал дебютным для клуба в Серии С1. Владельцем клуба является основатель марки «Diesel» Ренцо Россо, и число «55» в названии клуба является годом его рождения. «Бассано Виртус» является единственным итальянским профессиональным футбольным клубом использующем в своем названии слово «соккер», а не «футбол».